# Дубровинский, Яков Фёдорович
Я́ков Фёдорович Дубро́винский (1882—1918) — российский революционер, большевик. Участник Гражданской войны, активный участник борьбы за Советскую власть в Сибири. Младший брат Иосифа Дубровинского.

## Биография
Родился 9 февраля 1882 года в селе Покровско-Липовцы Малоархангельского уезда Орловской губернии (ныне село Покровское Малоархангельского района Орловской области) в семье купца-арендатора. Младший брат известного профессионального революционера большевика Иосифа Дубровинского. Обучаясь в Пермском горном училище, в 1899 году вступил в РСДРП. В 1902 году впервые арестован, в следующем году сослан в Архангельскую губернию, откуда бежал (был вывезен запакованным под видом багажа).
В 1905 году работал в московской парторганизации большевиков, участвовал в Декабрьском вооружённом восстании. После поражения восстания сменил паспорт и бежал из Москвы. В 1906 году — член социал-демократического комитета и военной организации РСДРП в Одессе, арестован и сослан в Сибирь в 1907 году. По дороге бежал с этапа и жил нелегально в Красноярске, с 1908 года — член красноярского комитета РСДРП. Был пропагандистом в рабочих кружках, имел большое влияние на железнодорожников. Весной 1916 года был вновь арестован.
После Февральской революции стал одним из лидеров объединённой социал-демократической организации Красноярска (как и во многих других городах Сибири, большевики и меньшевики здесь долго не создавали отдельных организаций), но скоро стал во главе большевиков. При поддержке рабочих-железнодорожников Дубровинский избран председателем Красноярского совета. Был членом Среднесибирского райбюро ЦК РСДРП(б). Избирался гласным городской думы, 1 августа 1917 года избран городским головою.
В дни восстания чехословацкого корпуса возглавил красногвардейский отряд на станции Клюквенная. Арестован чехословаками, заключён в тюрьму. 25 октября 1918 года чехословацким военно-полевым судом при эшелоне № 49 в 3 часа ночи приговорён к расстрелу вместе с красноярскими большевиками Григорием Вейнбаумом, Валентином Яковлевым, Ильёй Белопольским и инженером Александром Парадовским. Всем осуждённым вменялись убийство чехов и агитация против них среди военнопленных, враждебных им, — немцев и венгров. На суде в качестве вещественного доказательства использовались статьи в советских газетах, в которых обвиняемые призывали жителей губернии бороться с чехословаками как силой, несущей в себе возрождение прежнего режима.

## Память
В честь Я. Ф. Дубровинского названа улица в Красноярске.
В октябре 2015 года Яков Дубровинский попал в опубликованный «Украинским институтом национальной памяти» «Список лиц, подпадающих под закон о декоммунизации».